# Daihatsu Mira Gino
Der Mira Gino war ein Kleinstwagen von Daihatsu in der japanischen Kei-Car Klasse auf Basis des Daihatsu Mira. Er löste den Mira Classic ab. Während die Technik ähnlich dem Mira war, wurde die Karosserie im Retro-Stil gehalten. Als Mira Gino 1000 wurde die 1. Generation auch in einige Länder Europas exportiert. Die 2. Generation wurde im Export als Daihatsu Trevis angeboten. 2009 wurde der Mira Gino durch den Daihatsu Mira Cocoa ersetzt.

## Erste Generation / Mira Gino 1000 (1999–2004)
Die erste Generation wurde 1999 eingeführt und war mit drei oder fünf Türen erhältlich. Das Auto basierte auf der fünften Generation des Daihatsu Mira (L700/710).
Den Antrieb übernahm der 660-cm³-„EF“ als Saugmotor oder mit Turbolader.
Neben Frontantrieb war auch Allradantrieb verfügbar. Grundsätzlich gab es ein 4-Stufen-Automatikgetriebe.

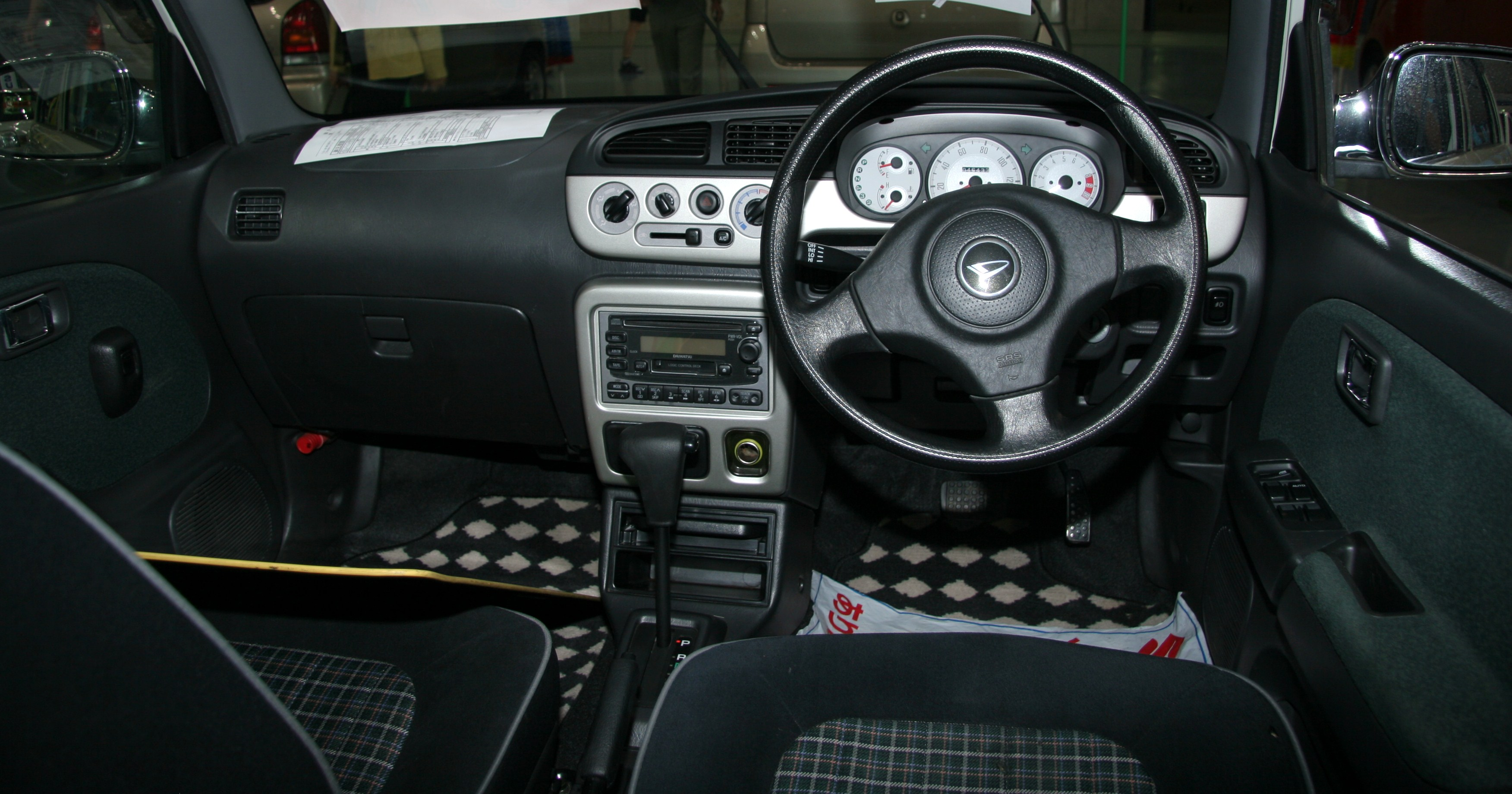
Armaturenbrett

### Mira Gino 1000 2002–2004
Eine ungewöhnliche Entwicklung war die Installation des 1,0-Liter-„EJ“-Motors in den Mira Gino 1000 der im August 2002 vorgestellt wurde und in einigen europäischen Ländern angeboten wurde. Diese Version befand sich nicht mehr in der japanischen Kei-Car Klasse aufgrund des größeren Motor und war auch geringfügig länger und breiter durch vergrößerte Stoßstange und Kotflügel. 
Der größere Motor erzeugte 64 PS (47 kW) ebenso wie der 660-cm³-Turbomotor, bot aber deutlich mehr Leistung bei geringeren Motordrehzahlen. Nur 1290 Stück des Gino 1000 waren gebaut, als die Produktion der ersten Generation Mira Gino im Juni 2004 endete. 

## Zweite Generation (2004–2009)
2004 erschien der Mira Gino vollständig überarbeitet. Er basierte nun auf dem Mira der sechsten Generation mit nun größerer Fahrerkabine. Der Innenraum war sehr hochwertig verarbeitet und der Ausstieg und die Breite des Vordersitzes waren vergrößert.
Den Antrieb übernahm wieder der EF-660-cm³, wiederum mit 4-Stufen-Automatikgetriebe, Frontantrieb und 4WD optional.
Im Laufe der Jahre wurden die Farben der Innenausstattung verändert und es gab eine Sitzausstattung aus Teil-Wildleder.
Im September 2006 gab es das Sondermodell Premium L mit einem Holz-Armaturenbrett und Lederinnenausstattung.
Gleichzeitig wurde auf dem 76. Genfer Automobilsalon der Daihatsu Trevis vorgestellt, der mit dem Drei-Zylinder-Motor EJ-VE mit 1000 cm³ und 5-Gang-Schaltgetriebe ausgestattet war.
Im April 2009 endete die Produktion der Modelle und in Japan wurde der Mira Gino durch den Daihatsu Mira Cocoa ersetzt, während der Trevis ohne Nachfolger blieb.